# Ailios Theon
Ailios Theon war ein Rhetor aus Alexandria und Autor einer Sammlung von Vorübungen (Progymnasmata) zur Ausbildung von Rhetoren. 
Er lebte und schrieb vermutlich in der Mitte bis zum späten ersten Jahrhundert n. Chr. und seine Abhandlung ist die früheste Behandlung dieser Übungen. Das Werk, das unvollständig erhalten ist und wahrscheinlich einen Anhang zu einem Handbuch der Rhetorik bildete, zeigt Bildung und Geschmack und enthält wertvolle Notizen zum Stil sowie den Reden der Meister der attischen Redekunst. Theon schrieb auch Kommentare zu Xenophon, Isokrates und Demosthenes und Abhandlungen über den Stil.
Dieser Theon ist zu unterscheiden von dem Stoiker Theon, der in der Zeit des Augustus lebte und auch über Rhetorik schrieb.

## Ausgaben
- Michel Patillon (Hrsg.): Aélius Théon: Progymnasmata. Les Belles Lettres, Paris 1997, ISBN 2-251-00453-X (mit ausführlicher Einleitung, armenischem Text und französischer Übersetzung).
- James R. Butts (Hrsg.): The “Progymnasmata” of Theon: A new Text with Translation and Commentary. 2 Bände, Claremont (Michigan) 1986 (mit Kommentar und englischer Übersetzung).